# Faussebraye
En faussebraye (italiensk: falsa braga) er en forsvarsmur, der er placeret uden for hovedmurene i en befæstning. Den har en lavere højde end hovedmurene og foran den ligger en grav. I græske og byzantinske befæstninger var faussebrayen kendt som en proteichisma.